# 송예린
송예린(1996년 2월 8일 ~ )은 대한민국의 가수다. 2018년 싱글 《꿈속으로 납치》로 데뷔했다.

## 학력
- 한양대학교 ERICA캠퍼스 실용음악과 (졸업)

## 방송
- 포커스 : Folk Us (2020) - 17위https://m.news1.kr/articles/?4132990#_across
- 함춘호의 '포크너, 음악의 진심'(TBN) 출연(2021~23)
- https://www.podbbang.com/channels/1779817/episodes/24086940
- 송예린(Song Yerin), 2022 Melon Music Awards '여기' Live Stage 및 2022년 최고의 KPOP 그룹을 뽑는 CHOICE 메신저로 출연https://m.youtube.com/watch?si=JcvQuPpX2jKh4ylR&v=-8oAovrN5Is&feature=youtu.be

## 음반
- 꿈속으로 납치 (2018)
- 제30회 유재하 음악경연대회 (2019)
- 이건 사랑이야 (2020)
- 숨쉬고 춤추며 (2020)
- 바다 (2021)
- 엄마를 닮은 얼굴 (2021)
- 내 맘이 내 맘인데 (2021)
- 어른이 되는 중 (2021)
- 어디 (2021)
- 배드 앤 크레이지 OST Part 4 (2022)
- Seed (2022)
- 113 (2022)
- 여기 (2022)
- 항해 (2022)
- Good Night (2022)
- HOW MUCH (2023)
- JEJU (2023)
- 희망(Hope) (2024)

## 피처링
- 608 - 황홀 (2021)
- 헤르쯔 아날로그 - Moonlight (2021)
- 사공 - M.d.f.a (2021)

## 수상
- 제30회 유재하 음악경연대회 금상 (2019)
- 2023년 제4회 샤이닝랩 아티스트     콘테스트 우승 (2023)